# NGC 7060
NGC 7060 is een balkspiraalstelsel in het sterrenbeeld Microscoop. Het hemelobject werd op 2 september 1836 ontdekt door de Britse astronoom John Herschel.

## Synoniemen
- ESO 287-22
- MCG -7-44-6
- AM 2122-423
- IRAS 21226-4237
- PGC 66732